# Al-Birwa

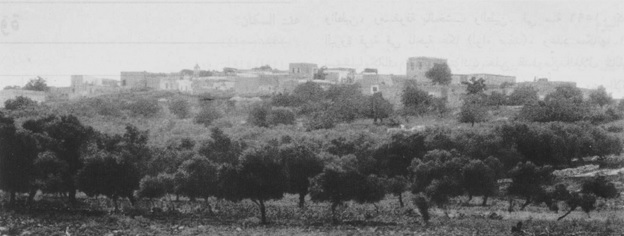
Al-Birwa 1928.

Al-Birwa (arabiska: البروه, al-Birweh) var en palestinsk by 10,5 km öst om Acre. Byn var känd bland arabiska geografer på 1000-talet, och var bland korsfarare känd som Broet. Efter att byn intogs av Ottomanska riket från mamlukerna växte Al-Birwa till en stor by under 1900-talet med skola, kyrka, moské och grundskolor för både flickor och pojkar. 
Invånarna fördrevs av israelisk militär efter staten Israels grundande och de flesta människorna i byn hamnade i flyktingläger i Libanon medan andra blev flyktingar i sitt eget land och bosatte sig i närliggande byar.